# Imprecation
Imprecation ist eine US-amerikanische Black- und Death-Metal-Band aus Houston, Texas, die 1991 gegründet wurde, sich 1998 auflöste und seit 2009 wieder aktiv ist.

## Geschichte
Die Band wurde Ende 1991 von dem Schlagzeuger Ruben Elizondo und dem Gitarristen Phil Westmoreland gegründet. Ergänzt wurde die Besetzung durch den Sänger David Herrera, den Bassisten Mark Beecher und den Gitarristen Victor Fernandez. Im April 1992 wurde daraufhin ein erstes Demo aufgenommen, das Ceremony of the Nine Angels betitelt wurde. Es schlossen sich lokale Auftritte an, während das Demo über kleinere Fanzines und Radiostationen vertrieben wurde. Nach der Veröffentlichung wurde Fernandez durch Wes Weaver ersetzt. Im April 1993 wurde die EP Sigil of Baphomet, die zwei Lieder enthält, aufgenommen und über das spanische Label Drown Productions veröffentlicht. Nach der Veröffentlichung verließen Herrera und Westmoreland die Band, woraufhin der Bassist Beecher zusätzlich den Gesang übernahm und Todd Smith, ein Freund der Band, die E-Gitarre spielte. Im August 1994 wurde ein Demo mit drei Songs aufgenommen. Die Lieder des Demos sind unter anderem auch auf der Kompilation Theurgia Goetia Summa von Repulse Records enthalten. 1996 schied Todd Smith aus der Band aus, woraufhin Jim Case das Spiel der E-Gitarre übernahm. Als weiteres Mitglied wurde Albert Rodriquez als Keyboarder eingestellt. In dieser veränderten Besetzung wurde ein weiteres Demo aufgenommen, das zwei Lieder enthält, womit sich die Gruppe bei verschiedenen Labels bewarb. Da sie jedoch keinen Plattenvertrag erreichen konnte, löste sie sich 1998 auf.
Bereits 2002 belebten Elizondo, Westmoreland, Weaver und Herrera die Band wieder, um auf dem Infernal Horde of Manifestation Festival in Houston, Texas, zu spielen, woran Mark Beecher jedoch nicht teilnehmen konnte. Der Auftritt wurde aufgenommen und auf Audiokassette veröffentlicht, wovon sich 100 Kopien absetzten. 2009 wurden zwei neue Lieder aufgenommen und veröffentlicht. In diesem Jahr bestand die Besetzung aus Westmoreland, Herrera, dem Schlagzeuger Elizondo, der nun auch das Keyboard spielte, sowie dem Gitarristen Case und dem Bassisten Danny „Archfiend“ Hiller. 2013 erschien über Dark Descent Records das Debütalbum Satanae Tenebris Infinita. Das Album war in den Big Door Studios, die einem Freund Herreras gehörten, in Webster, Texas, aufgenommen worden. Der Tonträger sollte zunächst Of the Black Earth heißen. Da jedoch die Labelkollegen Maveth ein mit Coils of the Black Earth betiteltes Album hatten und Imprecation zudem einen Song hatte, der The Coils of Eden heißt, entschied man sich für die Umbenennung des Albums.

## Stil
Joel McIver bezeichnete Imprecation in seinem Buch Extreme Metal II als Black-Metal-Band. Brett Stevens von deathmetal.org schrieb, dass die Band verschiedene Death-Metal-Stile kombiniert. Die Musik sei morbid, esoterisch und bediene sich der Symbolik vom Pfad zur linken Hand. Im Interview mit ihm gab David Herrera an, dass er zwar aufgrund von Zeitmangel nicht viel liest, jedoch durch Gedichte von Frost sowie Edgar Allan Poe sowie weitere Literatur von H.P. Lovecraft, Aleister Crowley, Jack London und Clive Barker beeinflusst wird. In seiner Rezension zu Satanae Tenebris Infinita beschrieb André Gabriel von metal.de Imprecation als Old-School-Death-Metal-Band. Der Song Angel of Salvation’s Doom erinnere im Haupt-Riff stark an Unleashed. Im Gegensatz zu früheren Werken lägen die Songs nun eher im mittleren als im hohen Geschwindigkeitsbereich, wobei die Gruppe auch gelegentlich Black Metal in ihren Songs verarbeite.

## Diskografie
- 1992: Ceremony of the Nine Angles (Demo, Eigenveröffentlichung)
- 1993: Sigil of Baphomet (EP, Drowned Productions)
- 1994: Promo 94 (Demo, Eigenveröffentlichung)
- 1995: Theurgia Goetia Summa (Kompilation, Repulse Records)
- 2003: Tharnheim: Athi-Land-Nhi; Ciclopean Crypts of Citadels / Theurgia Goetia Summa (Split mit Totten Korps, Blackend Records)
- 2010: Sigil of Lucifer (EP, Negativity Records)
- 2012: Jehovah Denied (Demo, Eigenveröffentlichung)
- 2013: Satanae Tenebris Infinita (Album, Dark Descent Records)
- 2014: Imprecation / Blaspherian (Split mit Blaspherian, Dark Descent Records)